# Salvaescaleras

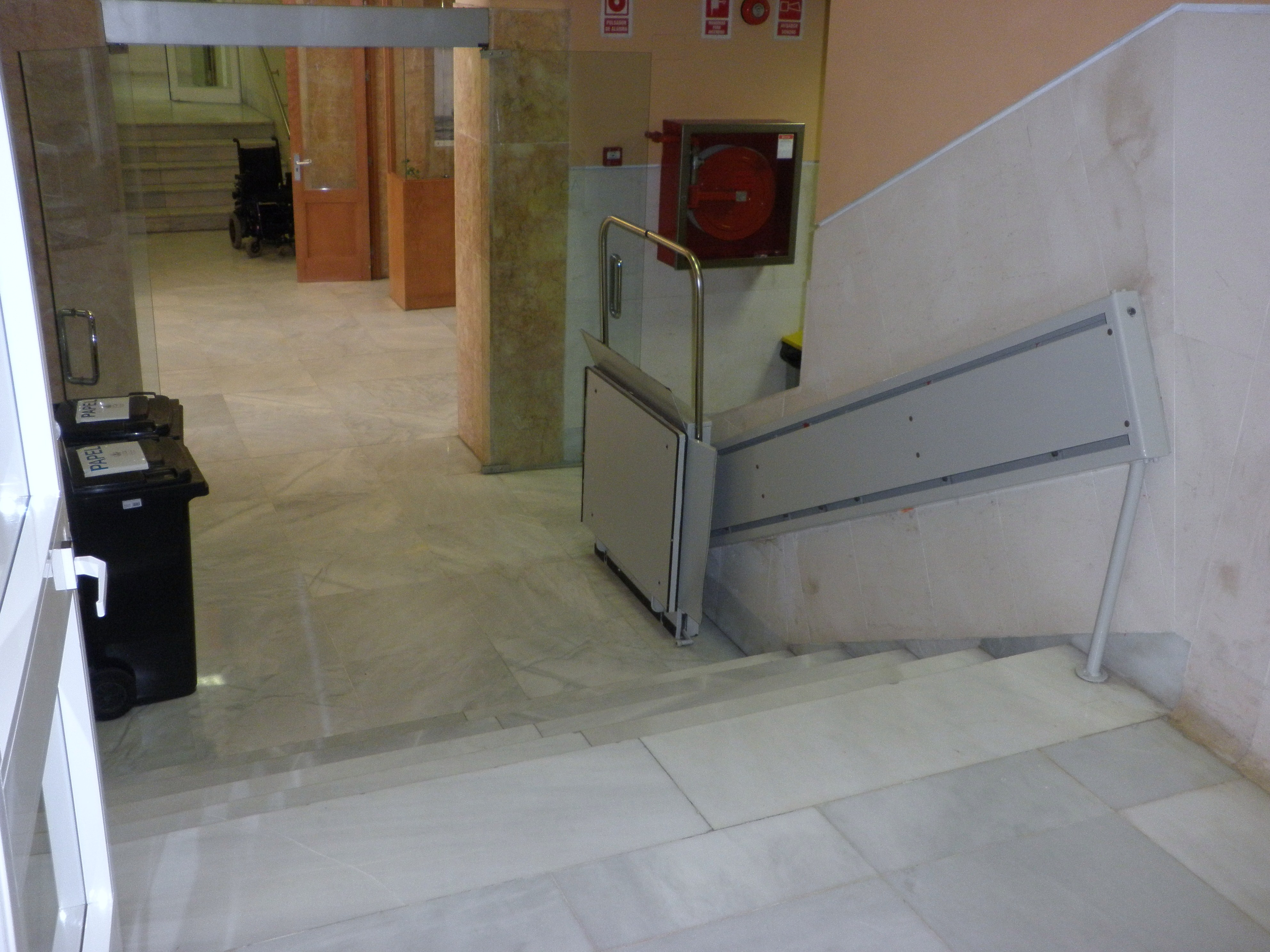
Plataforma salvaescaleras para silla de ruedas.

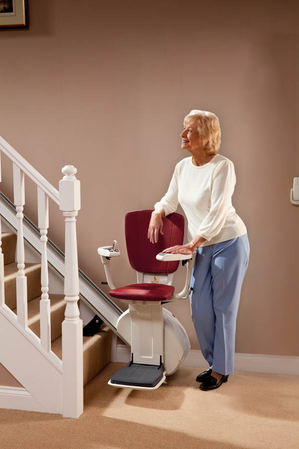
Silla salvaescaleras.

Un salvaescaleras es un dispositivo mecánico para subir y bajar personas, sillas de ruedas y pequeñas cargas por una escalera.

## Estructura
Cuando las escaleras tienen la anchura suficiente, se instala un riel sobre los peldaños o en la pared contigua a la escalera. Una silla o una plataforma se montan sobre el riel de forma que cuando una persona se sube a la silla o una silla de ruedas a la plataforma estas se mueven a lo largo del riel. Suele ser necesario contar con un enchufe para proporcionar corriente al salvaescaleras, aunque la mayoría vienen equipados con batería recargable
Los salvaescaleras son conocidos como sillas salvaescaleras o elevadoras cuando llevan una silla fija, y plataformas salvaescaleras o elevadoras cuando es una plataforma para sillas de ruedas,. En algunos casos, las sillas salvaescaleras cuentan con enganches o accesorios para transportar una silla de ruedas plegada o pequeñas cargas (como cajas de leche o compra).
Las salvaescaleras disponen de los últimos sistemas de seguridad para salvaguardar la protección del usuario en el desplazamiento.
Este tipo de elevación no debe confundirse con el telesilla utilizado por los esquiadores.
Algunos de los primeros salvaescaleras producidos comercialmente fueron anunciados y vendidos en los Estados Unidos en la década de 1930 por la empresa Inclinator Company of America. Muchos de los usuarios en ese momento eran víctimas de la polio.

## Normativa
En la Unión Europea estos dispositivos han de cumplir la Directiva de Máquinas 2006/42/CE.